# 圣巴斯弟盎圣殿 (斯蒂维耶雷堡)

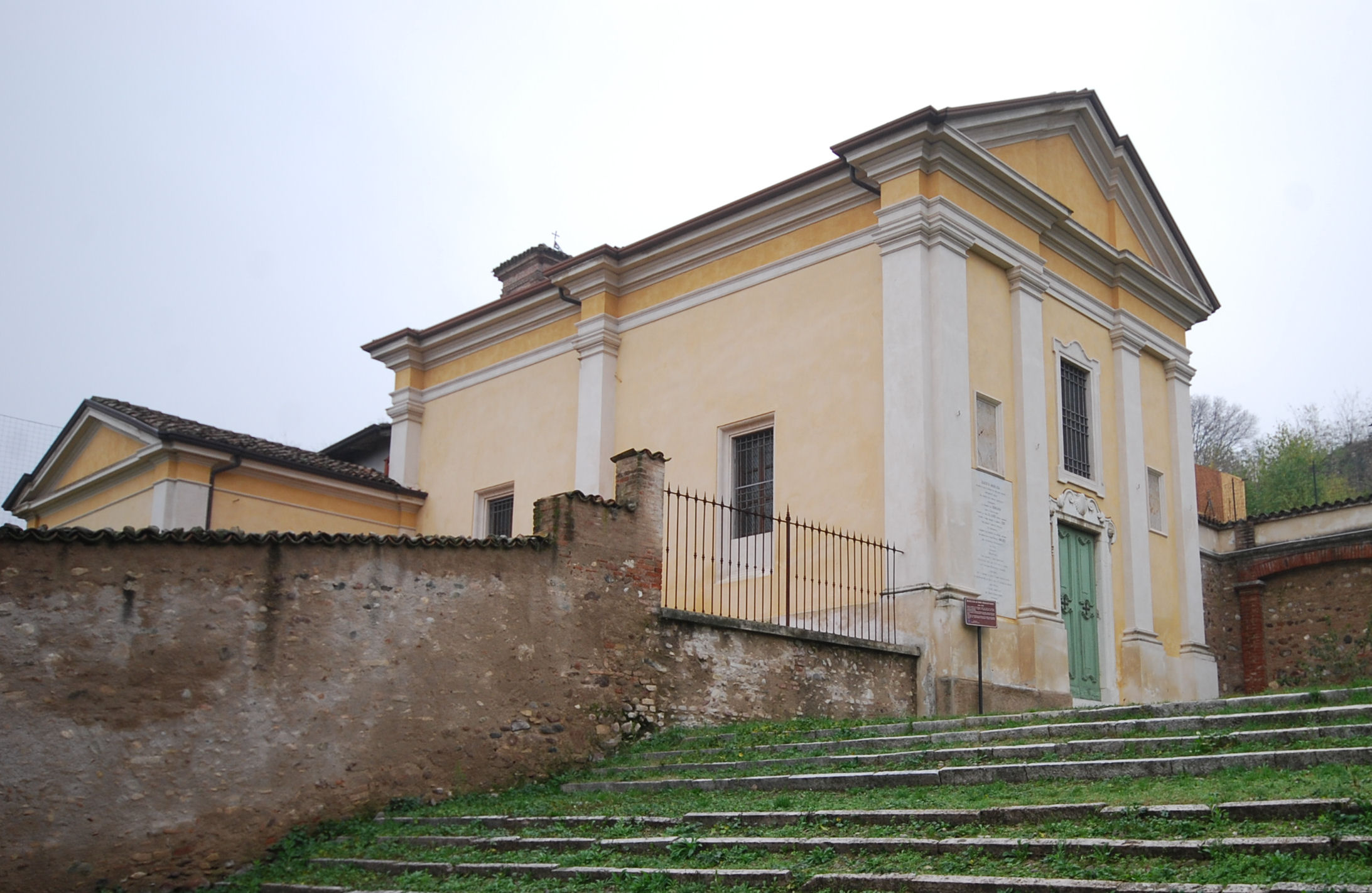

圣巴斯弟盎圣殿（Basilica di San Sebastiano）是一座罗马天主教宗座圣殿，位于意大利伦巴第大区曼托瓦省斯蒂维耶雷堡城堡的城墙内，坐落在一座俯瞰城市的小山上。

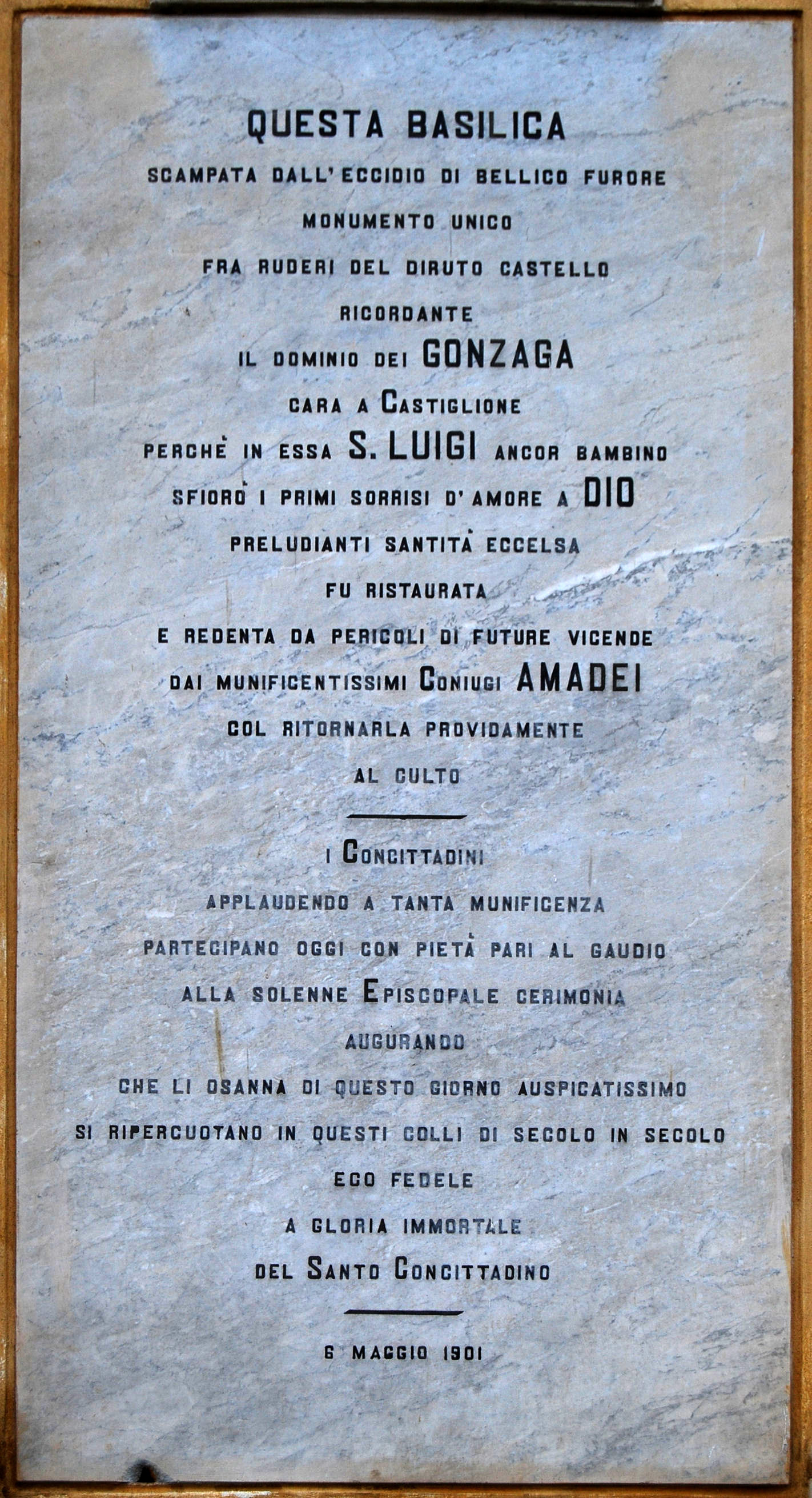
Lapide commemorativa sulla facciata

该堂建于1577年，由卡斯蒂廖内第一任侯爵费兰特·贡扎加捐建，以表示对脱离1576年瘟疫的感激之情。这是类思·公撒格最喜欢回忆的地方。
这座建筑原本是用来存放贡扎加贵族的遗骸。
堂内有一个中殿，用于堂区的宗教功能。